# Gaqi Adhamidhi
Gaqi Adhamidhi też jako: Adhamidh Frashëri, Georges Adamidis (ur. 1856 we wsi Frashër w okręgu Përmet, zm. 1939 w Genewie) – albański działacz narodowy i lekarz, w 1914 przez dwa miesiące sprawował urząd ministra finansów w rządzie Turhana Paszy Përmetiego.

## Życiorys
Ukończył studia medyczne w Lozannie. Po studiach przeniósł się do Egiptu, gdzie pracował jako osobisty lekarz kedywa, a następnie w prowadzonym przez Austriaków szpitalu w Kairze.
W Egipcie związał się z albańskim ruchem narodowym, w 1901 stanął na czele stowarzyszenia Vēllazeria. W 1913 wziął udział w kongresie albańskich działaczy narodowych w Trieście. Działał także w Albańskim Komitecie Narodowym w Genewie, któremu przewodniczył Turhan Pasza Përmeti (w 1915 pełnił funkcję wiceprzewodniczącego). Kiedy ten ostatni stanął na czele rządu albańskiego w marcu 1914, Adhamidhi objął w nim stanowisko ministra finansów.
W 1919 reprezentował diasporę albańską na konferencji pokojowej w Paryżu. Pod koniec życia mieszkał i pracował w Genewie, gdzie działał w miejscowym Komitecie Albańskim. Zmarł w Genewie, pochowany w Nicei.
Był żonaty (żona Helena Marko (1870-1940) pochodziła z zamożnej rodziny kupieckiej), miał syna Pala (ur. 1904).